# Cnemotrupes ulkei
Cnemotrupes ulkei är en skalbaggsart som beskrevs av Blanchard 1888. Cnemotrupes ulkei ingår i släktet Cnemotrupes och familjen tordyvlar. Inga underarter finns listade i Catalogue of Life.